# Си-Си-Ејч Паундер
Керол Кристин Хиларија Паундер (енгл. Carol Christine Hilaria Pounder; Џорџтаун, 25. децембар 1952), професионално позната као Си-Си-Ејч Паундер (енгл. CCH Pounder), гвајанско-америчка је глумица.
Њен филмски деби догодио се 1979. године у филму Сав тај џез, где је играла медицинску сестру Блејк. Од раних 1980-их, глумила је првенствено на телевизији, али је повремено наставила да се појављује у филмовима. Међу наредним филмовима са њеним учешћем, најуспешнији су били Част Прицијевих (1985), Бени и Џун (1993), Сливер (1993), Приче из крипте: Демонски витез (1995), Украдено лице (1997), Последњи дани (1999), Сироче (2009), Аватар (2009), Инструменти смрти: Град костију (2013) и Годзила II: Краљ чудовишта (2019), поред многих.
Њена телевизијска каријера постала је много успешнија, о чему сведочи неколико номинација за Еми. Паундер је имала улоге у телевизијским серијама Пороци Мајамија, Квантумски скок, Досије икс, ЕР, Миленијум, Западно крило, Прљава значка, Бројеви, Складиште 13, Синови анархије, Морнарички истражитељи: Њу Орлеанс, као и у телевизијским филмовима Психо 4: Почетак  (1990), Кад би зидови могли да говоре (1996) и многим другим.